# Septemserolis septemcarinata
Septemserolis septemcarinata is een pissebed uit de familie Serolidae. De wetenschappelijke naam van de soort is voor het eerst geldig gepubliceerd in 1875 door Edward John Miers.